# Габор, Вики
Ви́ки Габо́р (полное имя: Викто́рия Габо́р, пол. Wiktoria Gabor; род. 10 июля 2007, Гамбург, Германия) — польская певица, победительница конкурса песни «Детское Евровидение — 2019».

## Биография
Виктория родилась в немецком Гамбурге. Она жила с семьей в Польше, а затем в Великобритании. После семи лет она снова переехала в Польшу и поселилась в Кракове. Габор учится в начальной школе № 37.

### Карьера
В конце 2018 года Виктория участвовала в прослушиваниях второго сезона польской версии «The Voice Kids». На первом этапе конкурса она исполнила песню Кэти Перри «Roar» и, получив признание всех тренеров, перешла в следующий этап, выбрав в качестве наставников Томсона и Барона. Виктория дошла до финала, который состоялся 23 февраля 2019 года. В финальной части она исполнила дебютный сингл «Time» и заняла 2-е место. 16 августа 2019 Габор выступила с песней на концерте «Young Choice Awards» в рамках 53-го Сопотского фестиваля.
Летом 2019 года участвовала в программе «Szansa na Sukces Junior 2019», по результатам которой была выбрана в качестве представителя Польши на «Детском Евровидении».
24 ноября она стала победителем конкурса «Детское Евровидение-2019» с песней «Superhero», набрав в общей сложности 278 очков, в том числе 166 очков от зрителей (1 место) и 112 баллов от жюри (2 место).
5 декабря она опубликовала свою собственную кавер-версию «Cicha noc» и «Silent night», а также рождественского хита «What Christmas Means to Me». 13 декабря она выпустила песню «Superhero» в виде CD-сингла ограниченным тиражом 500 экземпляров, гарантируя, что весь доход от продаж будет передан Всемирному фонду дикой природы.
31 декабря она выступила на концерте «Sylwester Marzeń z Dwójką» в Закопане.
В 2020 она выпустила сингл «Ramię w ramię», который она записала в дуэте с Kayah. Затем были выпущены синглы «Getaway» и «Forever and A Night», которые были записаны в Лос-Анджелесе, и «Not Gonna Get It».
Также в 2020 году Виктория стала одной из героинь книги Юстины Сухецкой под названием «Young Power. 30 историй о том, как молодые меняют мир».
4 сентября 2020 года состоялся релиз дебютного студийного альбома «Getaway (Into My Imagination)». 6 сентября 2020 она вошла в жюри первого полуфинала «Szansa na Sukces Junior 2020».
В конце сентября она выпустила песню «Wznieść się chcę», записанную для продвижения анимационного фильма «Wyprawa na Księżyc». 23 октября она в качестве приглашённого гостя в финале одиннадцатого сезона проекта «Dancing with the Stars. Танцы со звездами», транслируемого Polsat.
Габор также выступила в качестве специального гостя в рамках конкурса «Детское Евровидение-2020», которое принимала Варшава. Виктория исполнила свой победных хит «Superhero», а также песню победителя «Евровидения-2019» «Arcade» совместно с Роксаной Венгель и Дунканом Лоуренсом.

## Дискография

### Студийные Альбомы
| Название                      | Детали альбома                                                                                                | Пиковые позиции в чартах | Продажи       | Сертификации   |
| Название                      | Детали альбома                                                                                                | POL                      | Продажи       | Сертификации   |
| ----------------------------- | --- | ------------------------ | ------------- | -------------- |
| Getaway (Into My Imagination) | - Выпущен: 4 Сентября 2020 - Звукозаписывающая студия: Universal Music Polska - Форматы: CD, digital download | 6                        | - POL: 15,000 | - ZPAV: Золото |

### Синглы
| Название                                                                                     | Год  | Пиковые позиции в чартах | Продажи       | Сертификации       | Альбом                        |
| Название                                                                                     | Год  | POL                      | Продажи       | Сертификации       | Альбом                        |
| -------------------------------------------------------------------------------------------- | ---- | ------------------------ | ------------- | ------------------ | ----------------------------- |
| "Time"                                                                                       | 2019 | —                        |               |                    | Getaway (Into My Imagination) |
| "Superhero"                                                                                  | 2019 | 1                        | - POL: 40,000 | - ZPAV: 2× Платина | Getaway (Into My Imagination) |
| "Ramię w ramię" (с Kayah)                                                                    | 2020 | 4                        | - POL: 40,000 | - ZPAV: 2× Платина | Getaway (Into My Imagination) |
| "Getaway"                                                                                    | 2020 | 6                        | - POL: 10,000 | - ZPAV: Золото     | Getaway (Into My Imagination) |
| "Forever and a Night"                                                                        | 2020 | —                        |               |                    | Getaway (Into My Imagination) |
| "Not Gonna Get It"                                                                           | 2020 | 50                       |               |                    | Getaway (Into My Imagination) |
| "Wznieść się chcę"                                                                           | 2020 | —                        |               |                    | Over the Moon                 |
| "Afera"                                                                                      | 2020 | 16                       |               |                    | Getaway (Into My Imagination) |
| "—" обозначает запись, которая не попала в чарты, или не была выпущена на территории страны. |      |                          |               |                    |                               |